# إيرني هاريس (سياسي)
إيرني هاريس (بالإنجليزية: Ernie Harris)‏ هو سياسي أمريكي، ولد في 23 ديسمبر 1947 بلويفيل في الولايات المتحدة. حزبياً، نشط في الحزب الجمهوري.